# Blackpool
Blackpool – miasto w północno-zachodniej Anglii (Wielka Brytania), w hrabstwie ceremonialnym Lancashire, w dystrykcie (unitary authority) Blackpool. Położone nad Morzem Irlandzkim. W mieście rozwinął się przemysł samochodowy, włókienniczy oraz spożywczy. Ośrodek turystyczny, popularne brytyjskie letnisko. Port lotniczy Blackpool, ulokowany 4,8 km SE od centrum, obsługuje ok. 280 000 pasażerów rocznie (2009).
W mieście znajdują się stacje kolejowe Blackpool South, Blackpool North (główna stacja miasta) oraz Blackpool Pleasure Beach.

## Etymologia
Nazwa miasta wiąże się z historycznym kanałem drenażowym (być może Spen Dyke), który przepływając przez torfowisko tworzył na brzegu Morza Irlandzkiego czarne rozlewisko (ang. black pool); warto zauważyć, że po drugiej stronie akwenu znajduje się Dublin, którego nazwa w języku irlandzkim (Dubh Linn) oznacza dokładnie to samo. Innym wytłumaczeniem może być fakt, iż w lokalnym dialekcie słowo pul lub poole oznaczało "strumień", skąd "czarny strumień" (ang. black poole).

## Atrakcje turystyczne
- Blackpool Tower – najwyższa budowla w mieście, otwarta w 1894 roku. Wzorowana na wieży Eiffla, mierzy 158 m wysokości
- Północne Molo (503 m długości, otwarte w 1863) – z małym pasażem handlowym i teatrem
- Centralne Molo (339 m., 1868) – z diabelskim młynem i licznymi sklepikami
- Południowe Molo (149 m, 1893) – z salonem gier i restauracją
- Pleasure Beach Blackpool – najpopularniejszy angielski park rozrywki (6 mln odwiedzających rocznie), z Pepsi Max Big One, najwyższą (65 m) i najszybszą (119 km/h) kolejką na świecie w latach 1994–1996
- The Winter Gardens – duże centrum rozrywki i miejsce konferencji w centrum miasta (znajduje się tam m.in. Opera House, teatr z jedeną z największch scen w Europie)
- Blackpool Zoo – zapewniający dom dla 1500 zwierząt z całego świata
- Piaszczyste plaże na całej długości wybrzeża

## Transport

### Komunikacja miejska

#### Tramwaje

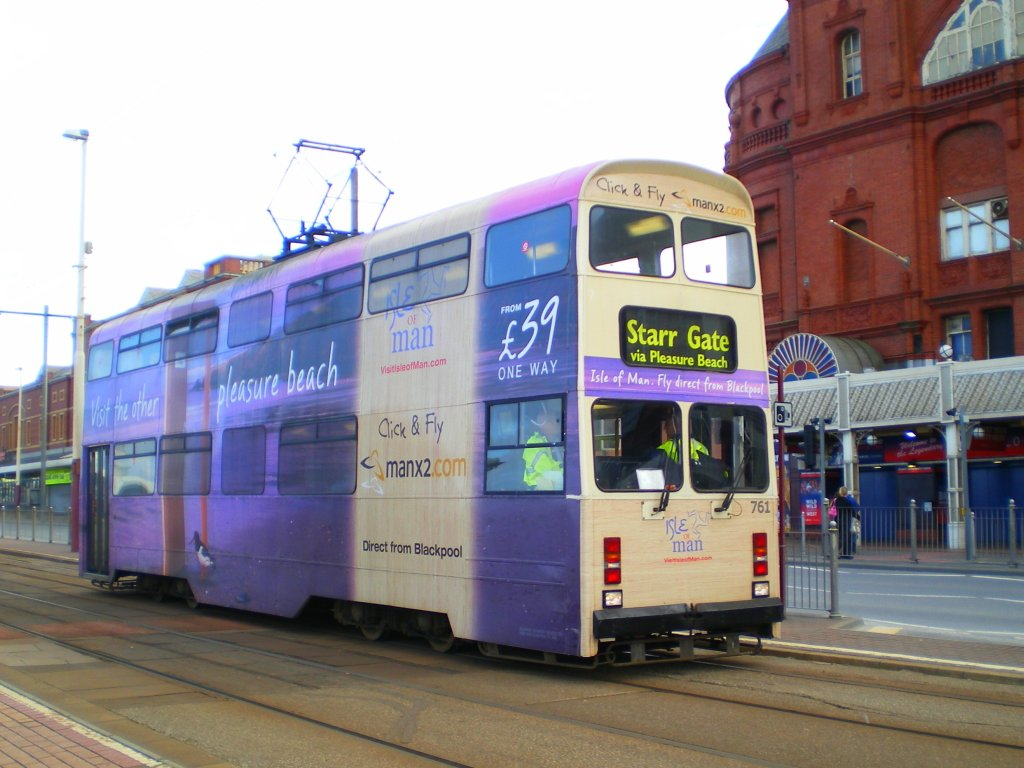
Ballon Cars w Blackpool

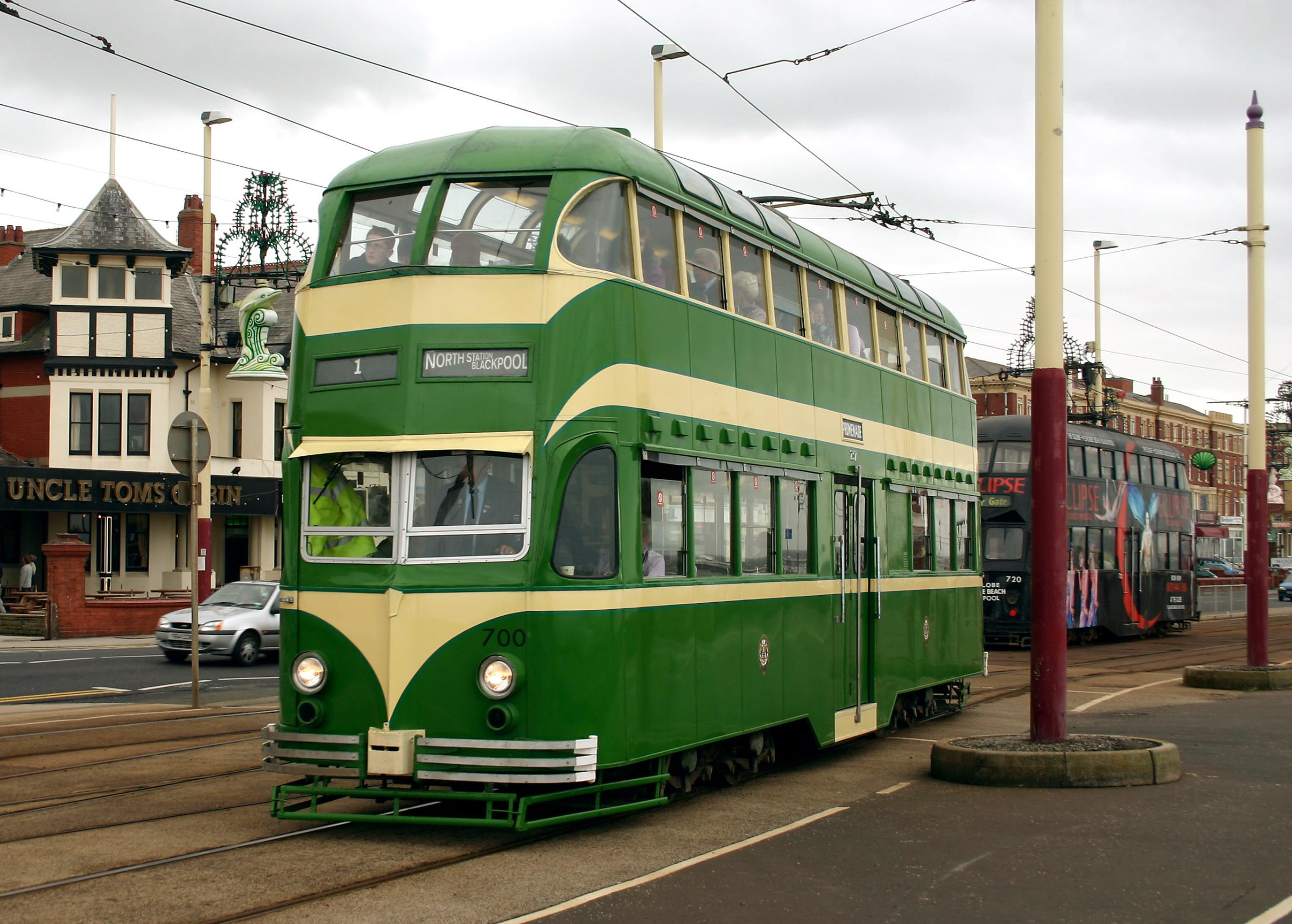
Zabytkowy tramwaj w Blackpool

Blackpool jako jedyne miasto w Europie i jedno z trzech na świecie obsługiwane jest przez tramwaje piętrowe. W latach 1962–1992 był to jedyny funkcjonujący system tramwajowy w Wielkiej Brytanii. 
Tramwaje w Blackpool powstały w 1885. Powstała wówczas jedna linia istniejąca obecnie, łącząca miasto z Fleetwood Ferry. Linia ta przebiegała wzdłuż wybrzeża Morza Irlandzkiego, co powodowało zalewanie jej podczas sztormów i trudności eksploatacyjne z tym związane. Od 1899 tramwaje rozrosły się w sporą sieć, w której główną osią była linia wzdłuż wybrzeża przedłużona na południe do Starr Gate. Wówczas sieć posiadała 6 zajezdni. W latach 30. rozpoczęła się akcja likwidacyjna, w której kasowano poszczególne linie. Najwięcej jednak zlikwidowano w latach 60., kiedy to polityka transportowa Wielkiej Brytanii była antytramwajowa. Wówczas to w 1962 tramwaje w Blackpool były jedyną siecią tramwajową w kraju, ale również i w samym mieście tramwaje zostały ograniczone tylko do jednej linii wzdłuż wybrzeża, na której oprócz dwóch pętli końcowych znajdowała się pętla Little Bispham, która wraz z jedyną ocalałą zajezdnią tworzą skróconą linię pozwalającą na zagęszczenie tramwajów w centrum.
Tramwaje w Blackpool są unikatowe ze względu na tabor. Jedyne w Europie piętrowe tramwaje (Balloon Cars) są symbolem tego miasta i atrakcją turystyczną. Kolejnym charakterystycznym modelem są tramwaje-łodzie (Boat Cars). Trzecim typem taboru tramwajowego są wagony Centenary, których sylwetka bardziej przypomina autobusy niż pojazdy szynowe. Kolejnym najnowszym typem taboru są wagony Flexity 2 produkcji Bombardiera. Wagony te są pięcioczłonowe i całkowicie niskopodłogowe. Początek eksploatacji tych tramwajów jest planowany na Wielkanoc 2012, gdyż najpierw musi zostać zakończona modernizacja trasy.

## Sport
- Blackpool F.C. - klub piłkarski
  - Bloomfield Road - stadion

## Ludzie związani z Blackpool
W Blackpool urodzili się m.in.: Liwetta Mitchell, Jenna Coleman, Chris Lowe, Graham Nash, Ian Stuart, David Thewlis, Robert Smith, Little Boots. W czasie II wojny światowej mieszkała tu polska poetka Maria Pawlikowska-Jasnorzewska. Pochowany jest tu lotnik Tadeusz Jan Frankowski.

## Wydarzenia
Co roku w Blackpool organizowany jest największy Międzynarodowy Turniej Tańca Towarzyskiego.

## Galeria

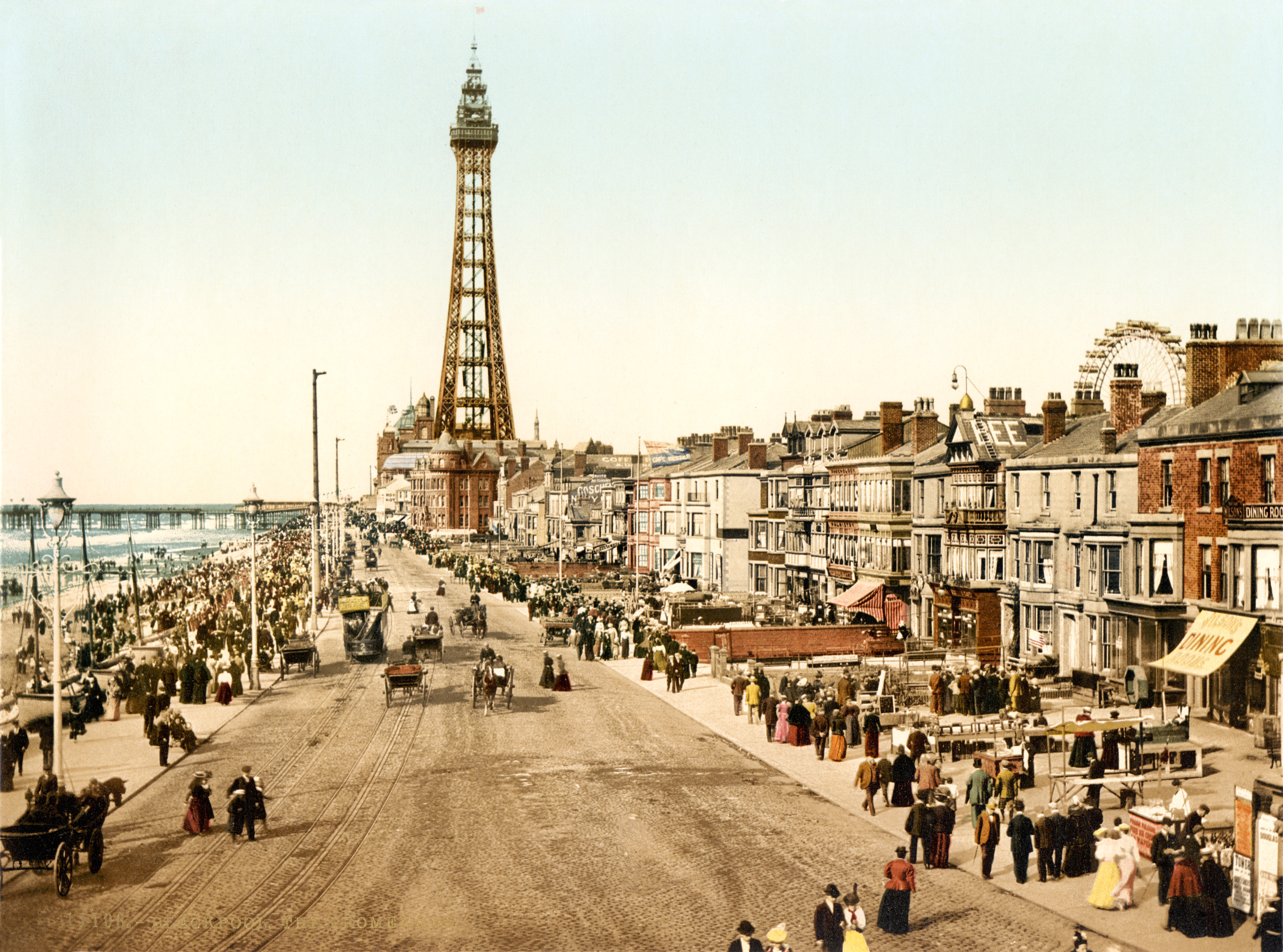
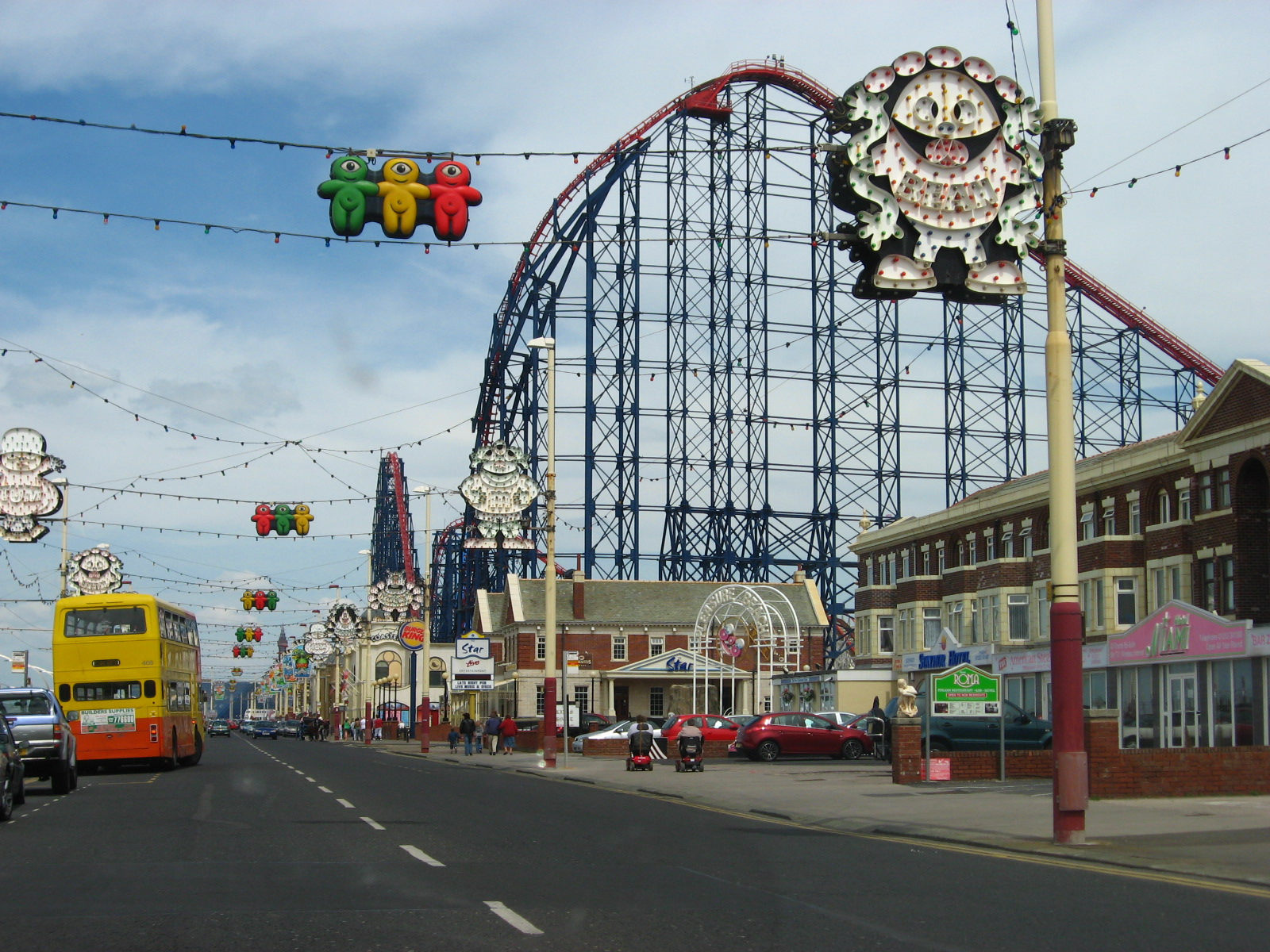
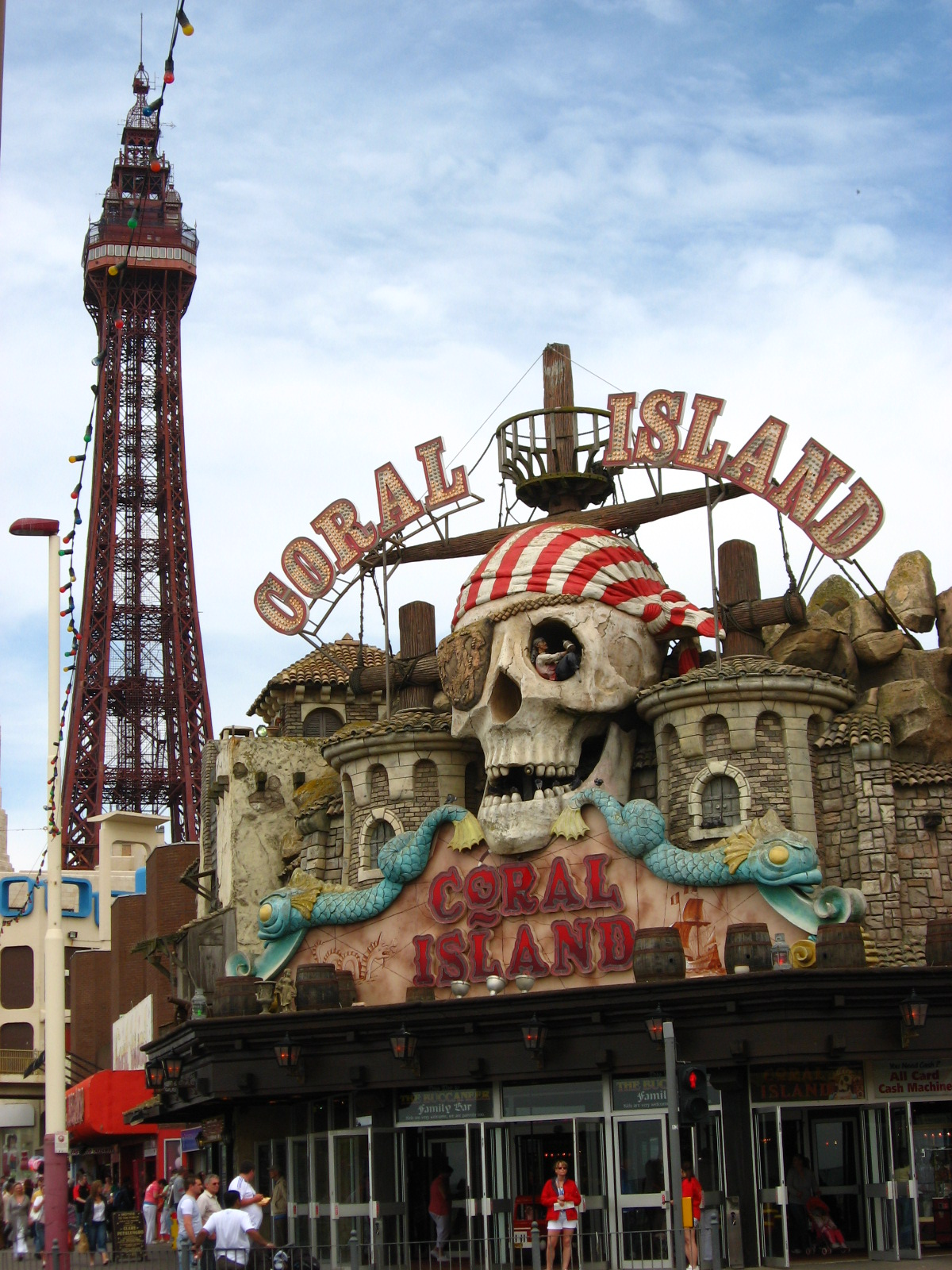
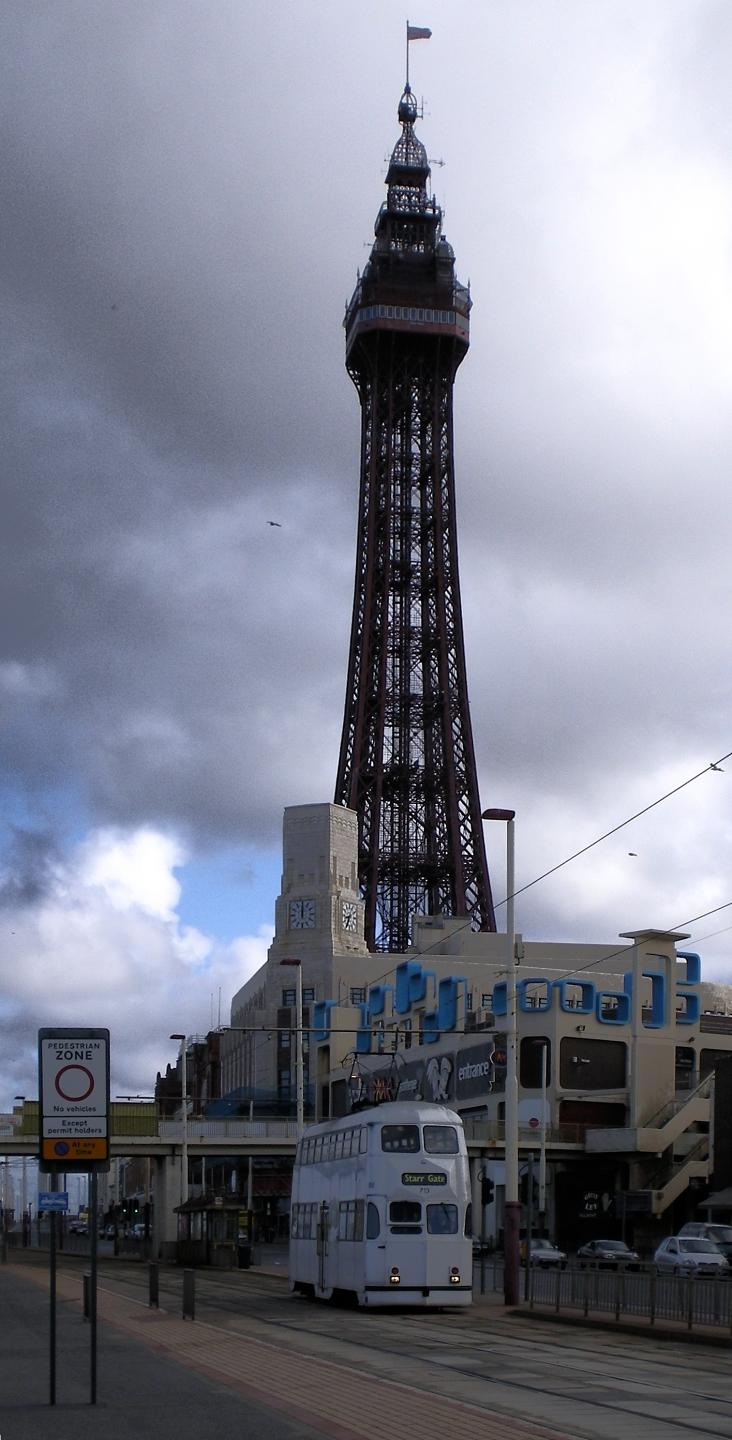
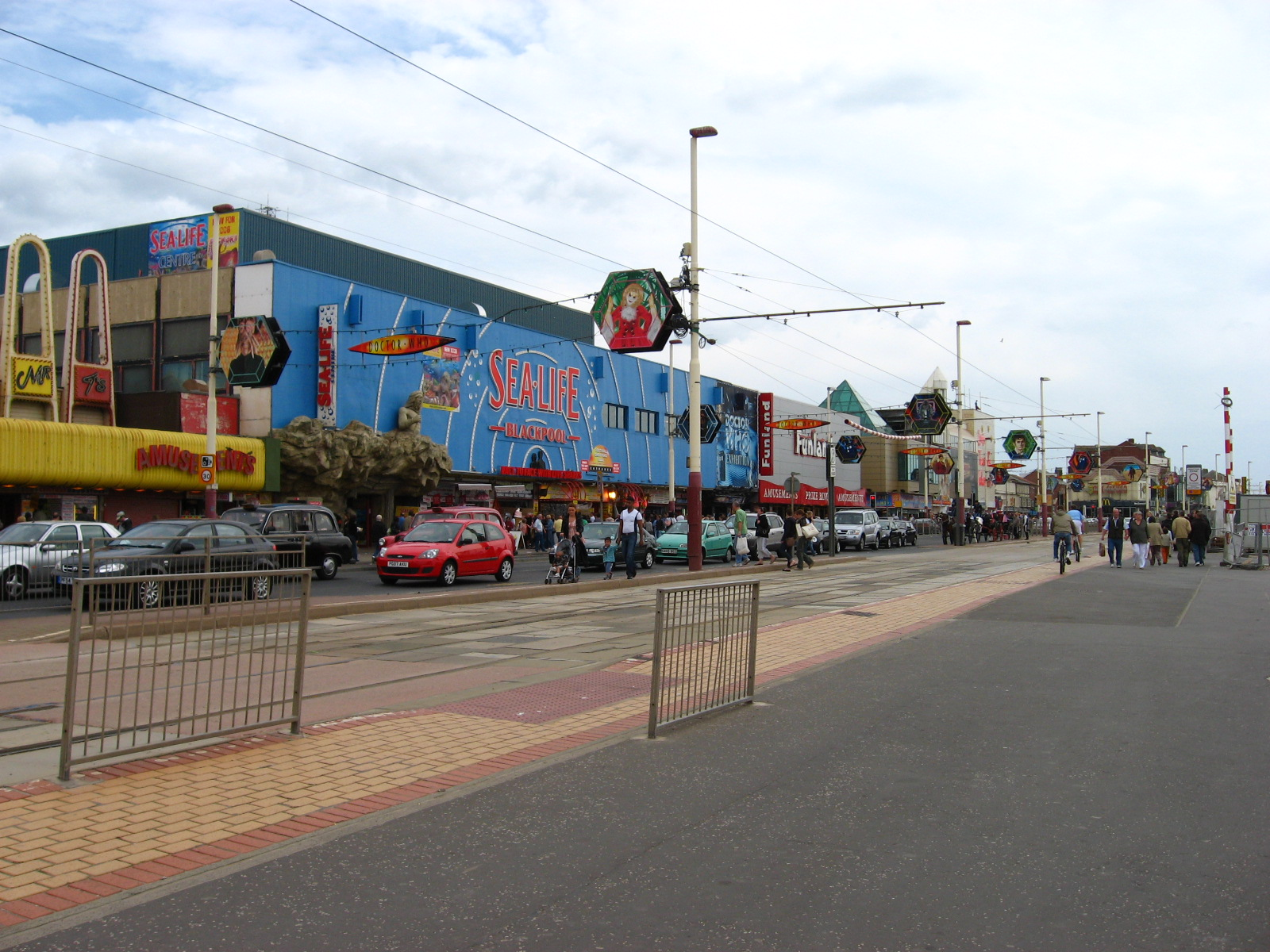
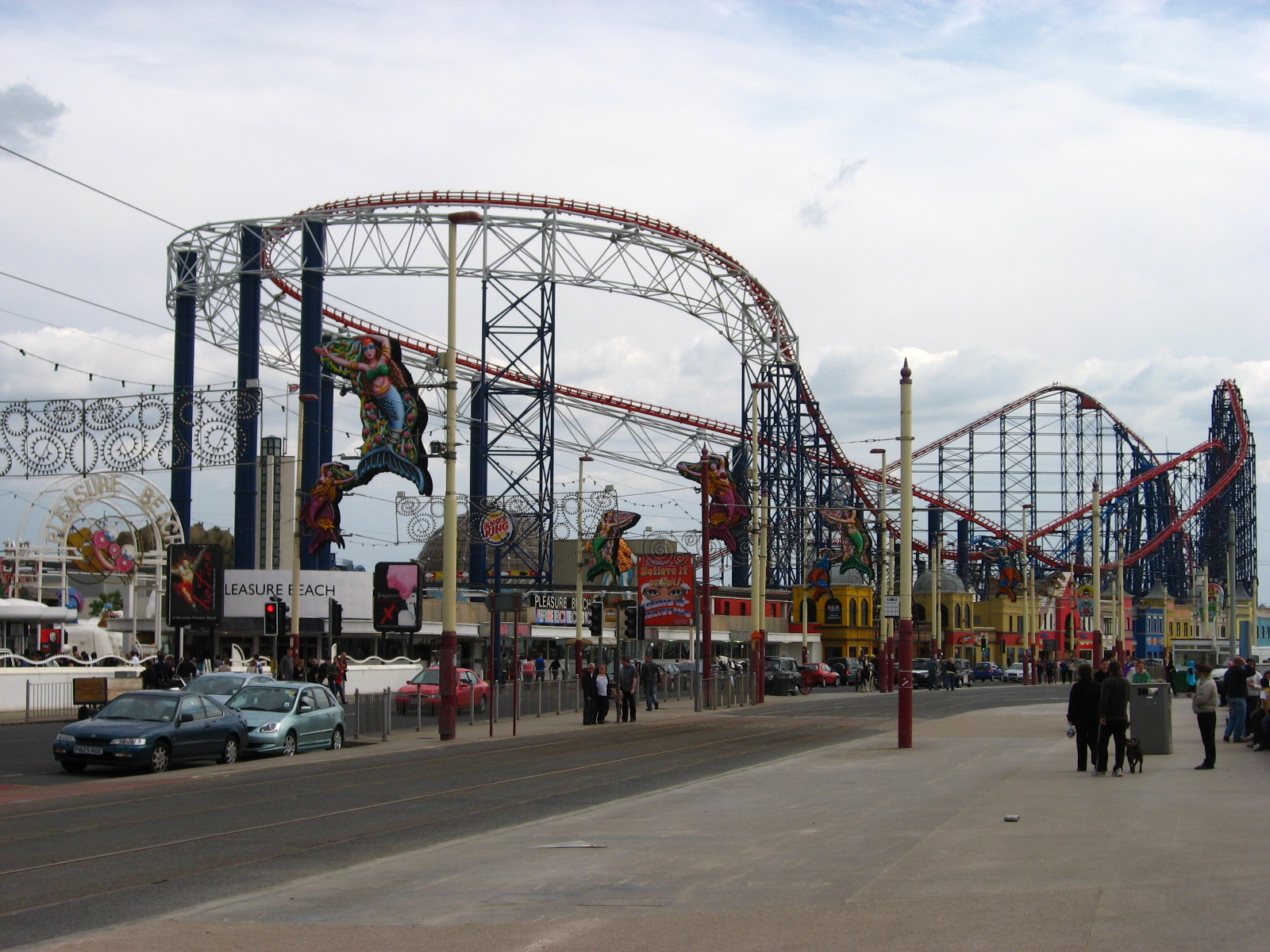
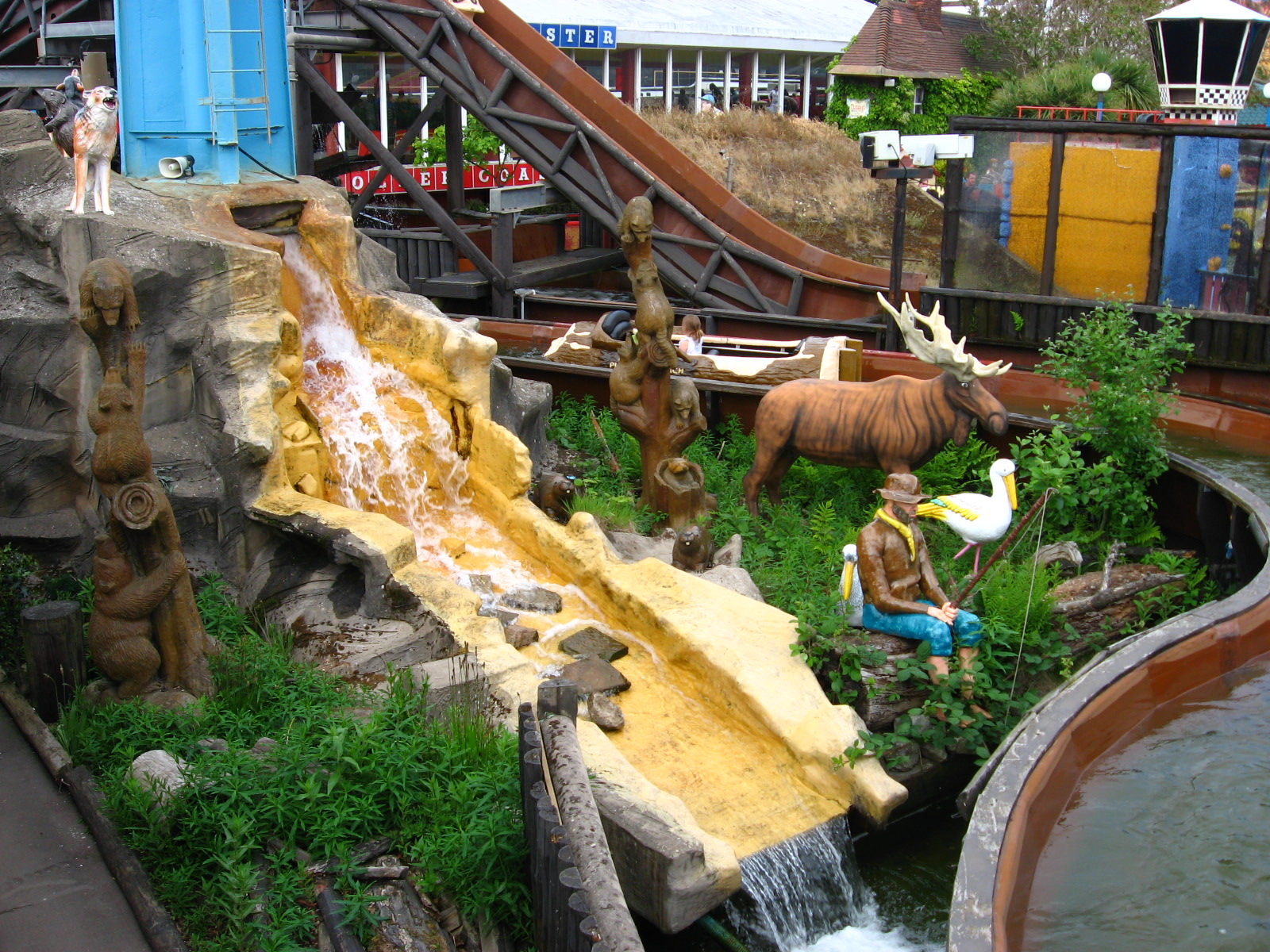
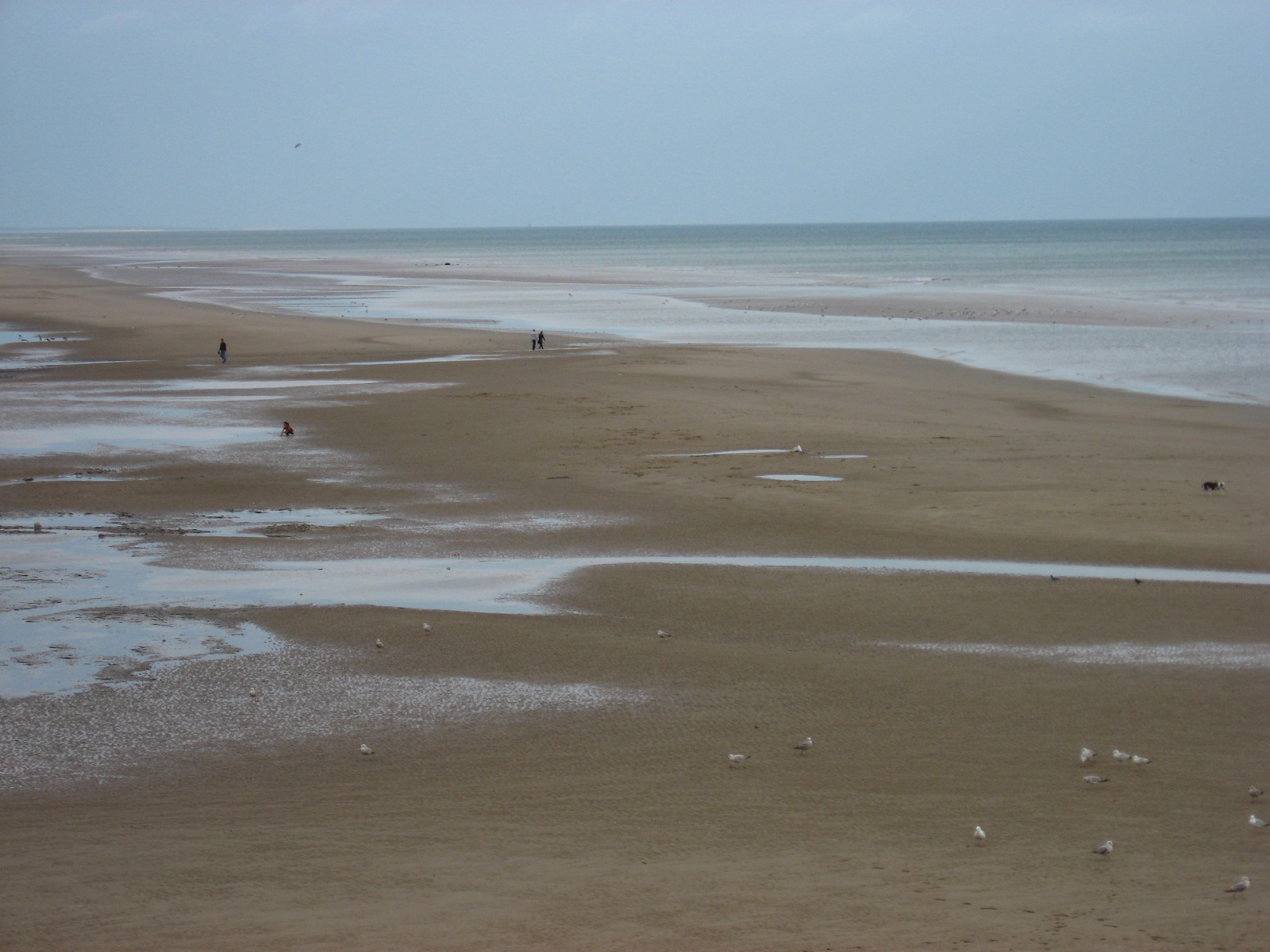
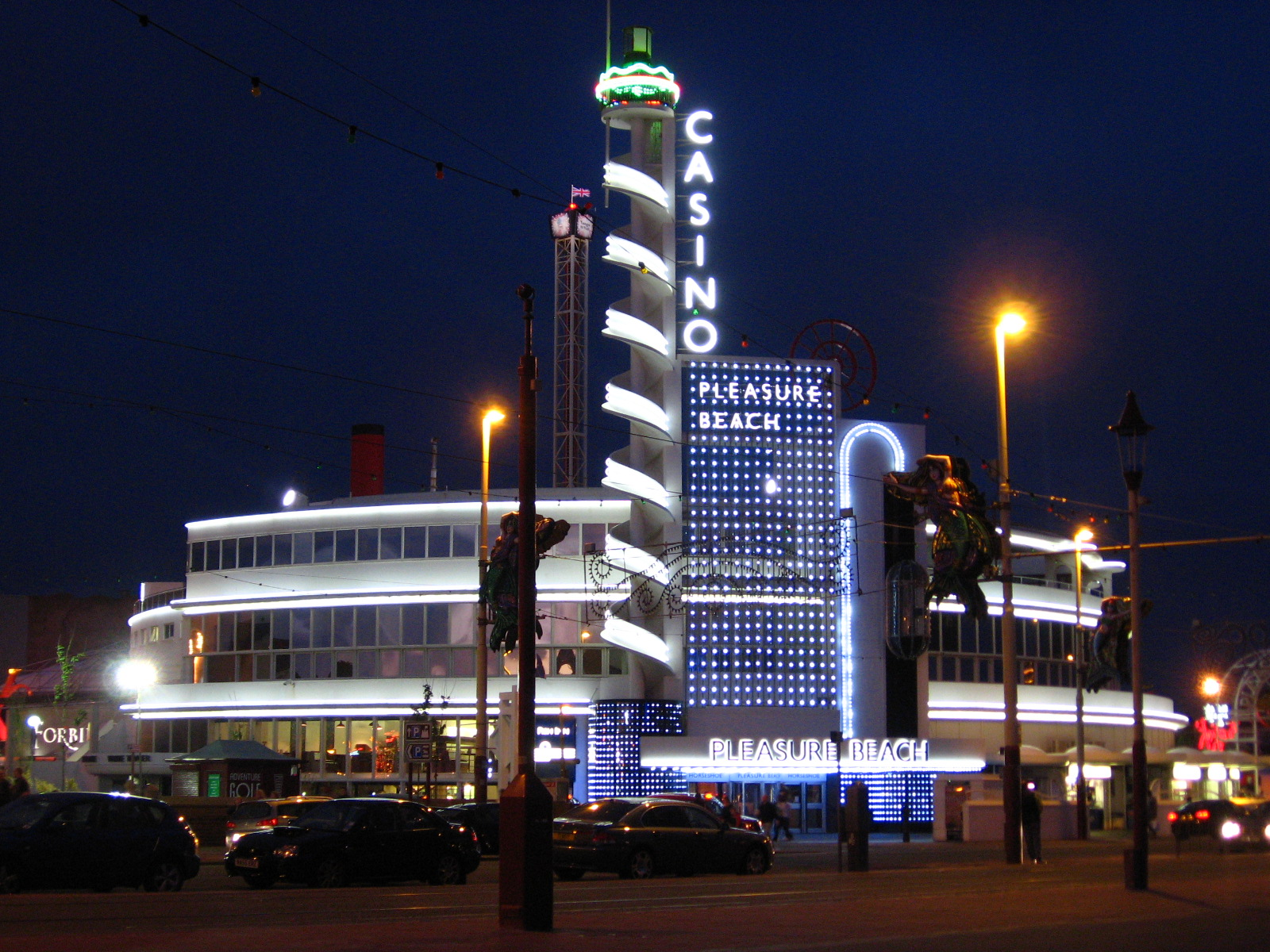
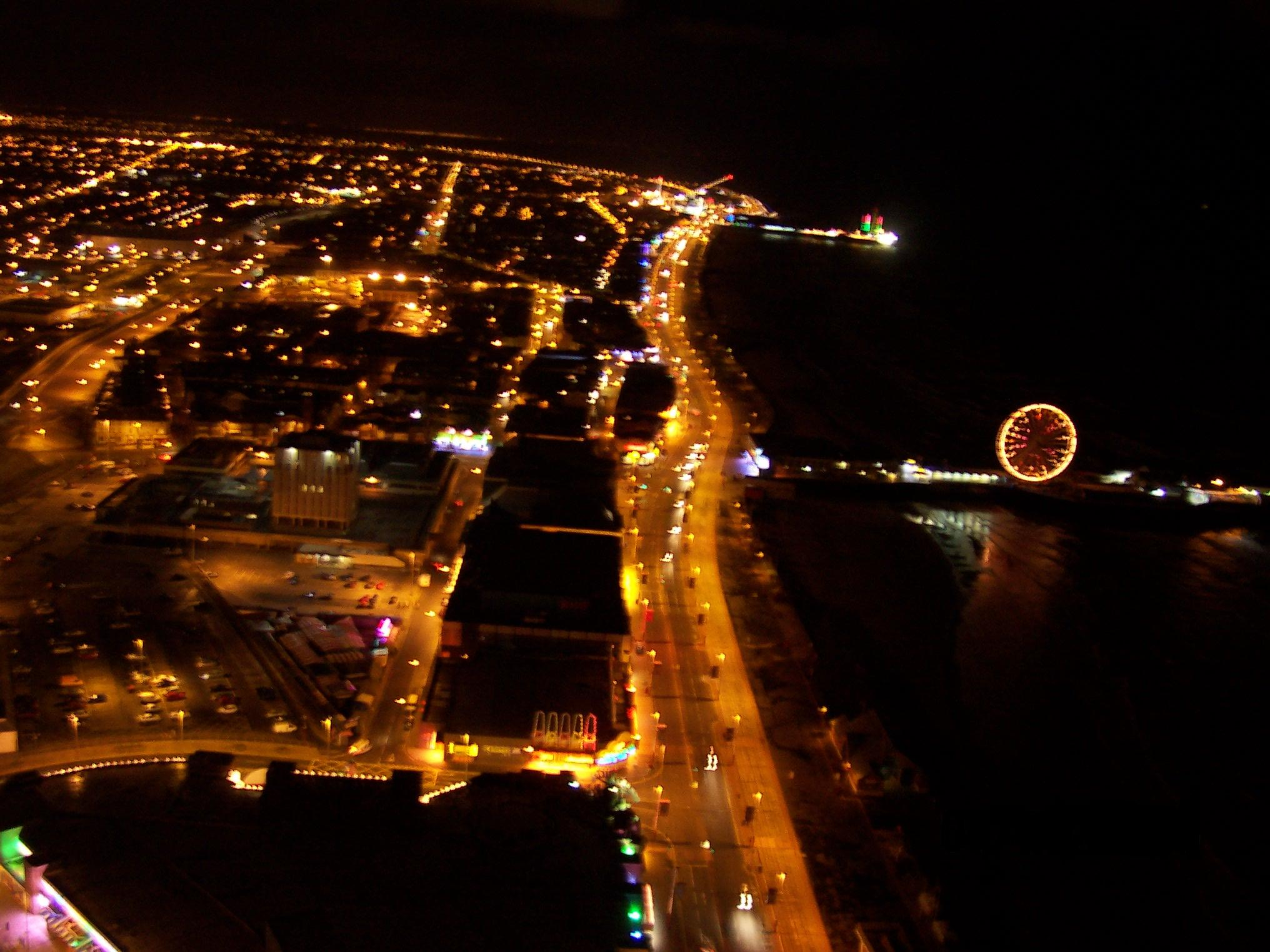

## Prasa
- The Gazette
- The Wave
- The Citizen

## Miasta partnerskie
- Bottrop[6]